# یوکرمرک (ناحیه)
یوکرمرک (ناحیه) (به آلمانی: Uckermark (district)) یک ناحیه در آلمان است که در براندنبورگ واقع شده‌است.

## خصوصیات
یوکرمرک ۱۴۶٬۴۳۴ نفر جمعیت دارد.